# 孔福朗
孔福朗（法語：Confolens，法語：[kɔ̃fɔlɑ̃] ⓘ），法国西南部城市，新阿基坦大区夏朗德省的一个市镇，同时也是该省的一个副省会，下辖孔福朗区，其市镇面积为23.63平方公里，2022年1月1日时人口数量为2,726人，在法国城市中排名第4,112位。
孔福朗位于夏朗德省东北部，维埃纳河与瓜尔河交汇处，是一个区域性的中心城市，多条公路在此交汇。孔福朗因同名狂欢节而闻名。

## 地名来源
“孔福朗”一名最初于中世纪中期以“Confolentis”的形式被记载，该名称来源于拉丁语单词“confluens”，意为“汇流”，与当地维埃纳河与瓜尔河交汇的自然景观有关。

## 历史
孔福朗成立于2016年1月1日，由原孔福朗和圣日耳曼德孔福朗两个市镇合并而成，其中政府驻地为孔福朗，新市镇亦沿用此名。

### 孔福朗

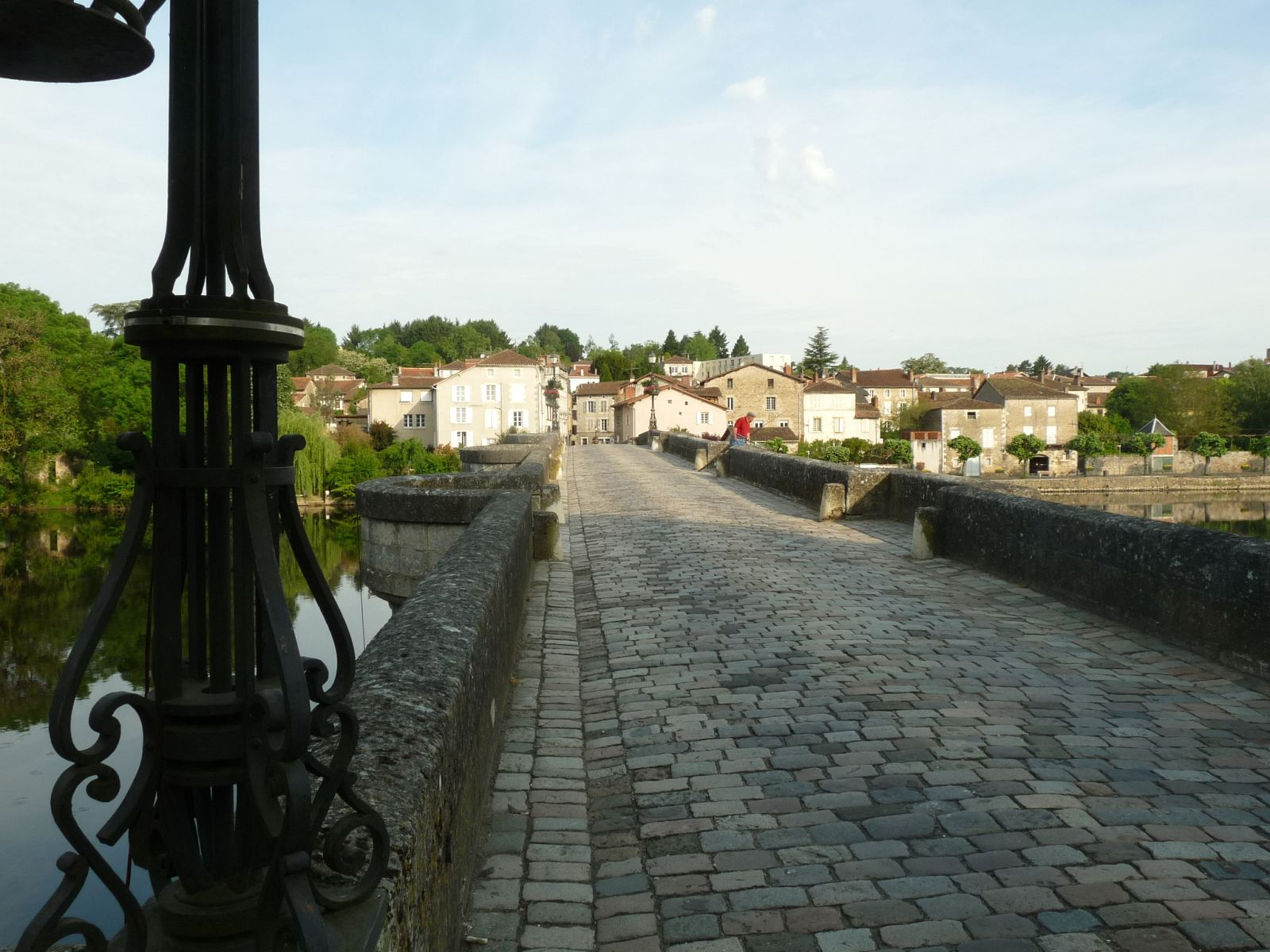
横跨维埃纳河的石桥

孔福朗的早期历史尚不清楚。根据当地官方网站的论述，古罗马时期，一条连接布尔日和昂古莱姆的道路由此通过，彼时可能还建有横跨维埃纳河的桥梁，但尚无确切相关记载。中世纪初，圣雅各之路的一条支线沿维埃纳河向南并从孔福朗附近通过。中世纪中期，沙巴奈领主在维埃纳河与瓜尔河交汇处兴建了一处码头，其附近逐渐形成商业集镇。公元12世纪，沙巴奈逐渐发展并成为一个亲王国，为抵御外敌的入侵，孔福朗被改建成为一个军事要塞。英法百年战争期间，根据《布勒丁尼條約》，包括孔福朗在内的维埃纳河流域被英格兰军队控制。中世纪末期，沙巴奈伯爵后代与多个家族联姻，最终被瓦解，孔福朗所处区域被昂古莱姆家族继承。孔福朗成为利穆赞、桑通日和昂古穆瓦三个伯国交汇处的商贸中心，当地出现了集市大堂。1604年，亨利四世将孔福朗划入普瓦捷综合行政区。17世纪时，孔福朗境内出现了三处教会。1764年，当地获得市镇宪章。法国大革命结束后，孔福朗成为夏朗德省的一个地区行署，后于1800年起改建成为副省会。工业革命期间，连接孔福朗的铁路线于19世纪末建成，后被改建成为一条私人铁路。

## 地理

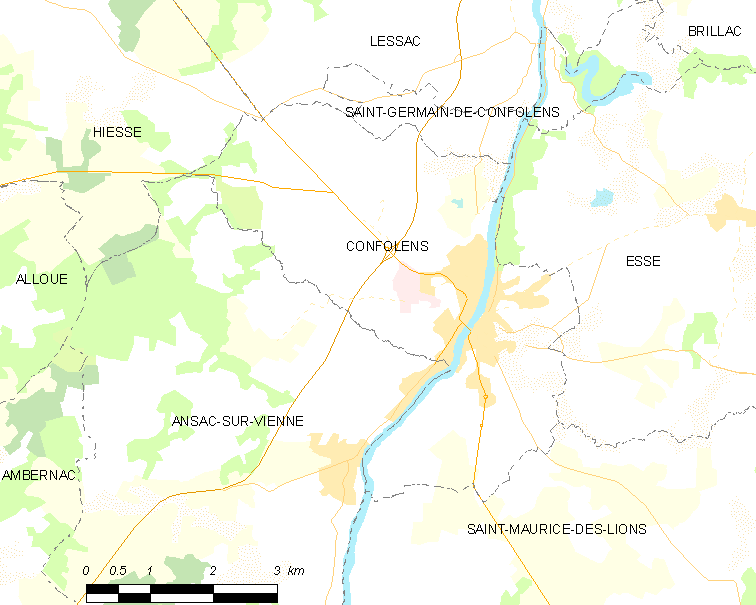
孔福朗市镇范围地图

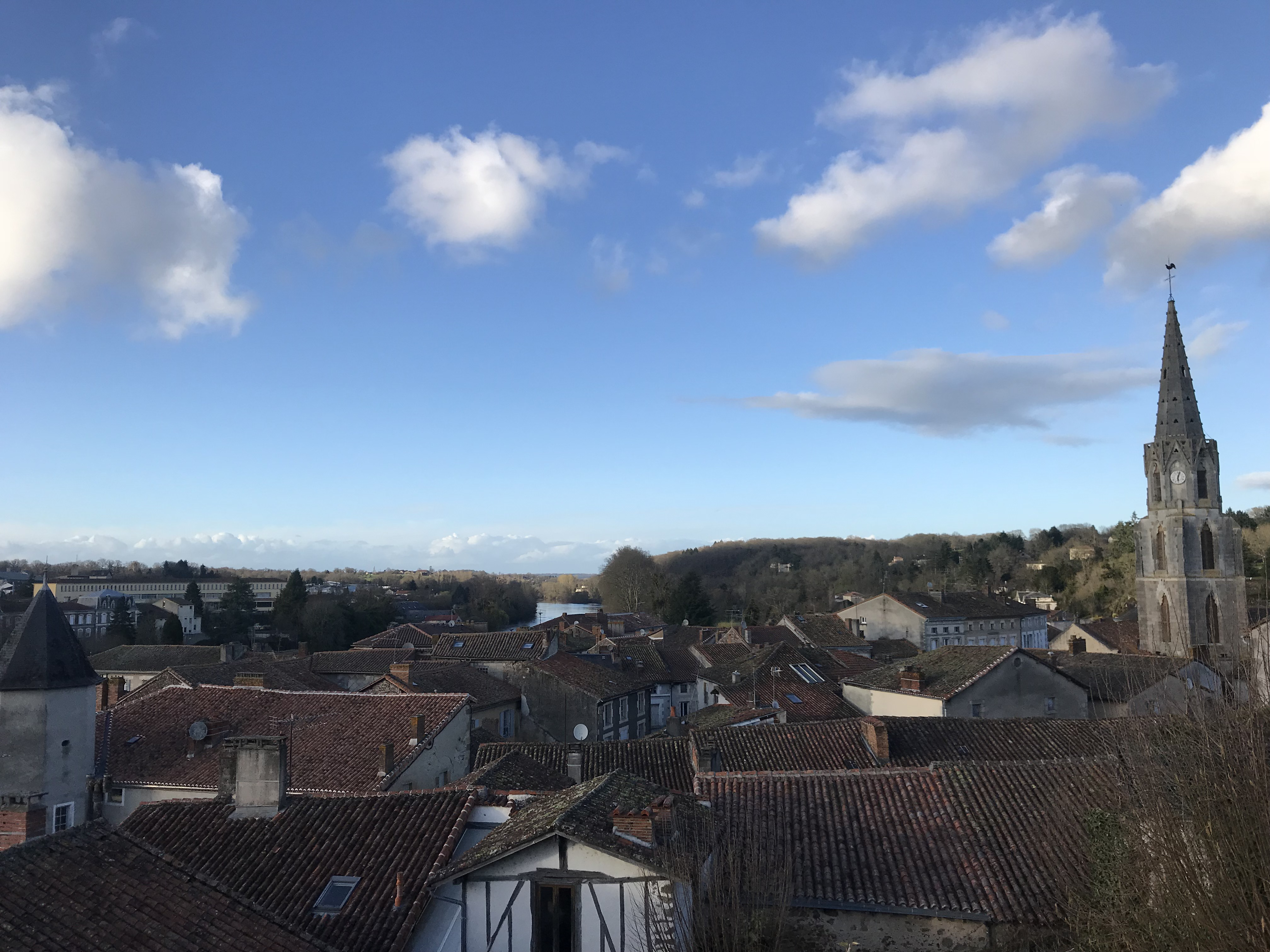
鸟瞰孔福朗市区

孔福朗位于法国西南部，新阿基坦大区北部和夏朗德省东北部，距离省会昂古莱姆大约63公里。与孔福朗接壤的市镇包括：莱萨克、布里亚克、耶斯、维埃纳河畔昂萨克、埃斯和圣莫里斯代利永。

### 地形
孔福朗位于普瓦图丘陵南部，境内以浅丘和丘陵为主，市镇中心位于一处河谷之中，地势较为平坦，全境海拔在122到222米之间。

### 水文
维埃纳河干流自南向北流经境内，其右岸支流瓜尔河在此与其交汇，属于卢瓦尔河水系。

### 植被
孔福朗属于温带阔叶混交林区，林地主要分布于河流两岸，其中埃米尔·鲁公园（Parc Emile Roux）是当地的一处城市绿地。
在鲜花城市的评比中，孔福朗被评为2星级鲜花城市。

### 气候
孔福朗在柯本气候分类法中属于温带海洋性气候。
距离孔福朗最近的常年气象站位于索尔贡境内，以下为该气象站的数据（其中日照数据取自利摩日）：
| 索尔贡1981年－2019年 | 索尔贡1981年－2019年 | 索尔贡1981年－2019年 | 索尔贡1981年－2019年 | 索尔贡1981年－2019年 | 索尔贡1981年－2019年 | 索尔贡1981年－2019年 | 索尔贡1981年－2019年 | 索尔贡1981年－2019年 | 索尔贡1981年－2019年 | 索尔贡1981年－2019年 | 索尔贡1981年－2019年 | 索尔贡1981年－2019年 | 索尔贡1981年－2019年 |
| 月份                 | 1月                  | 2月                  | 3月                  | 4月                  | 5月                  | 6月                  | 7月                  | 8月                  | 9月                  | 10月                 | 11月                 | 12月                 | 全年                 |
| -------------------- | -------------------- | -------------------- | -------------------- | -------------------- | -------------------- | -------------------- | -------------------- | -------------------- | -------------------- | -------------------- | -------------------- | -------------------- | -------------------- |
| 历史最高温 °C（°F）  | 18.2 (64.8)          | 23.6 (74.5)          | 26.2 (79.2)          | 29.4 (84.9)          | 33.1 (91.6)          | 37 (99)              | 38.4 (101.1)         | 39.9 (103.8)         | 34.1 (93.4)          | 29.8 (85.6)          | 24 (75)              | 18.9 (66.0)          | 39.9 (103.8)         |
| 平均高温 °C（°F）    | 8.6 (47.5)           | 10 (50)              | 13.5 (56.3)          | 16 (61)              | 20.2 (68.4)          | 24.1 (75.4)          | 25.8 (78.4)          | 26.1 (79.0)          | 21.8 (71.2)          | 17.8 (64.0)          | 11.6 (52.9)          | 8.5 (47.3)           | 17 (63)              |
| 日均气温 °C（°F）    | 5.3 (41.5)           | 6 (43)               | 8.6 (47.5)           | 10.9 (51.6)          | 14.8 (58.6)          | 18.2 (64.8)          | 19.7 (67.5)          | 19.8 (67.6)          | 16.2 (61.2)          | 13.3 (55.9)          | 7.9 (46.2)           | 5.3 (41.5)           | 12.2 (54.0)          |
| 平均低温 °C（°F）    | 2.1 (35.8)           | 2 (36)               | 3.8 (38.8)           | 5.7 (42.3)           | 9.3 (48.7)           | 12.3 (54.1)          | 13.6 (56.5)          | 13.6 (56.5)          | 10.5 (50.9)          | 8.8 (47.8)           | 4.2 (39.6)           | 2.2 (36.0)           | 7.3 (45.1)           |
| 历史最低温 °C（°F）  | −11.1 (12.0)         | −12.8 (9.0)          | −12.4 (9.7)          | −3.7 (25.3)          | −0.9 (30.4)          | 4.6 (40.3)           | 6.6 (43.9)           | 4.8 (40.6)           | 0.7 (33.3)           | −4.9 (23.2)          | −9.6 (14.7)          | −11.9 (10.6)         | −12.8 (9.0)          |
| 平均降水量 mm（）    | 74.6 (2.94)          | 61.1 (2.41)          | 61.6 (2.43)          | 77.7 (3.06)          | 77.6 (3.06)          | 73.7 (2.90)          | 66.2 (2.61)          | 68.5 (2.70)          | 73.7 (2.90)          | 82.5 (3.25)          | 94 (3.7)             | 86.3 (3.40)          | 897.5 (35.33)        |
| 月均日照時數         | 86                   | 104                  | 156.8                | 167.7                | 204.9                | 227.4                | 238.2                | 231                  | 191.5                | 133.3                | 81.4                 | 77.6                 | 1,899.8              |
| 来源：infoclimat.fr  |                      |                      |                      |                      |                      |                      |                      |                      |                      |                      |                      |                      |                      |

## 行政区划
孔福朗是法国新阿基坦大区夏朗德省的一个市镇，编号为16106，它也是夏朗德省的一个副省会。孔福朗下辖孔福朗区，隶属于夏朗德省第三选区，管理夏朗德-维埃纳县，同时也是利穆赞夏朗德市镇公共社区的办公驻地。
法国国家统计与经济研究所（简称）在进行数据统计时，将孔福朗单独设为孔福朗城市核心区，并将包括核心区在内的周边共4个市镇划为孔福朗城市区。自2020年起，孔福朗城市区被包含14个市镇的孔福朗城市辐射区代替。此外，还将孔福朗市镇整体看作一个“块区”（IRIS），以便于统计人口分布情况。

## 交通

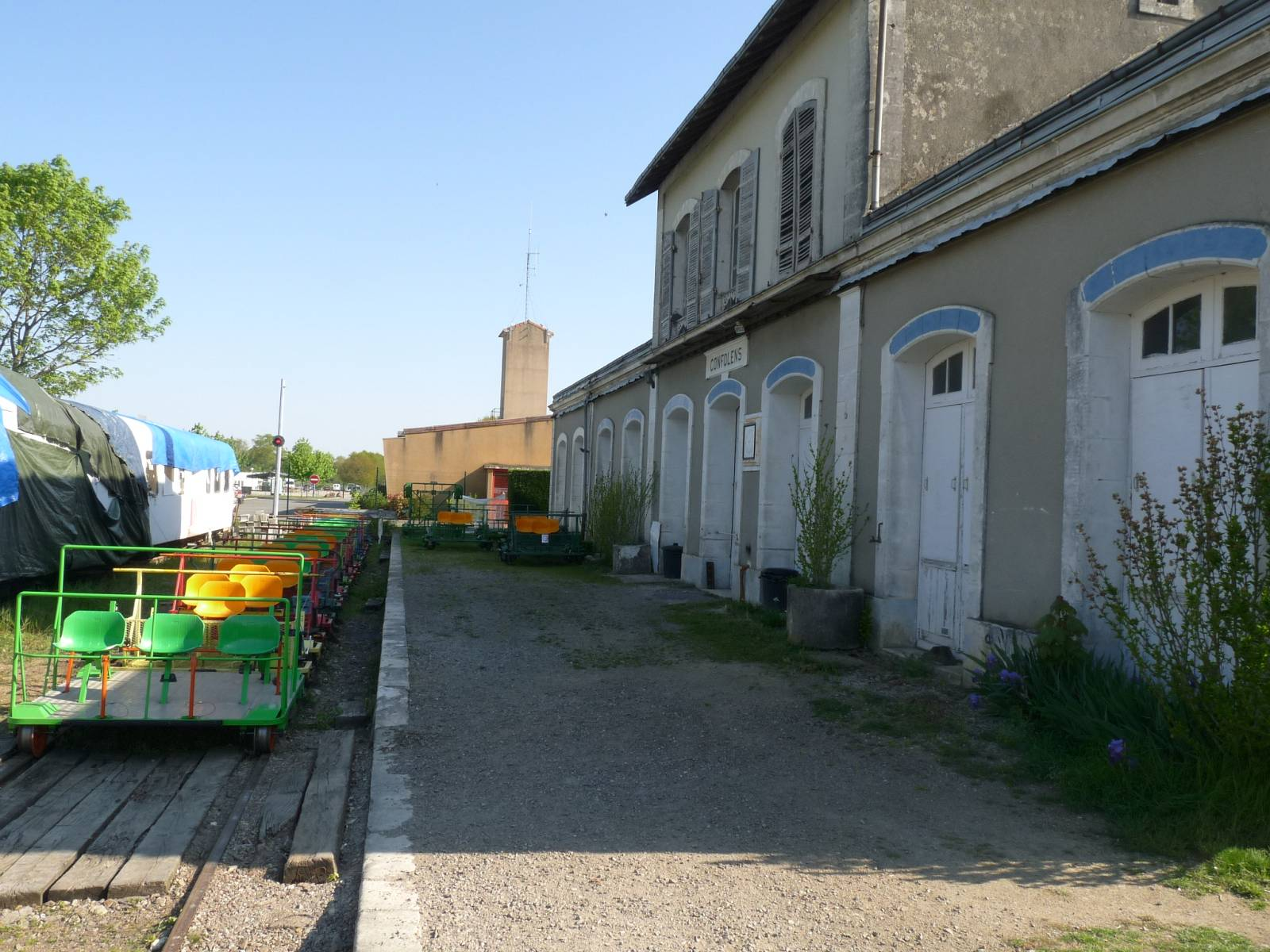
孔福朗火车站旧址

### 公路
多条夏朗德省省道在孔福朗境内交汇，新阿基坦大区下属的城际客运提供巴士线路，可前往周边部分市镇。
2018年，57.8%的孔福朗家庭拥有至少一辆私人汽车。2019年，孔福朗境内共发生各类交通事故1起，造成1人受伤。
| 巴黎-奥尔良门 | 411 |

| 奥尔良 | 293 |

| 图尔 | 186 |

| 南特 | 264 |

| 昂古莱姆 | 68 |

| 波尔多 | 181 |

| 尼奥尔 | 107 |

| 吕费克 | 42 |

| 普瓦捷 | 73 |

| 干邑 | 105 |

| 沙托鲁 | 146 |

| Chasseneuil-s/ B. | 29 |

| 利摩日 | 85 |

| 拉苏泰赖讷 | 80 |

| 勒多拉 | 50 |

### 铁路
孔福朗位于鲁马济耶尔-卢贝尔－勒维让铁路上，该铁路自1988年起废弃，后于1992年起被夏朗德-利穆赞铁路公司收购作为旅游开发项目，用于臺車运行。
距离孔福朗最近的运营中的客运铁路车站为萨亚-沙斯农站，该站位于利摩日－昂古莱姆铁路上，开行前往利摩日方向的区域列车。

### 航空
距离孔福朗最近的民用航空站为利摩日机场，距离孔福朗市中心的公路里程约51公里。

### 城市公共交通
截至2021年11月，孔福朗暂无城市公共交通系统。

## 政治

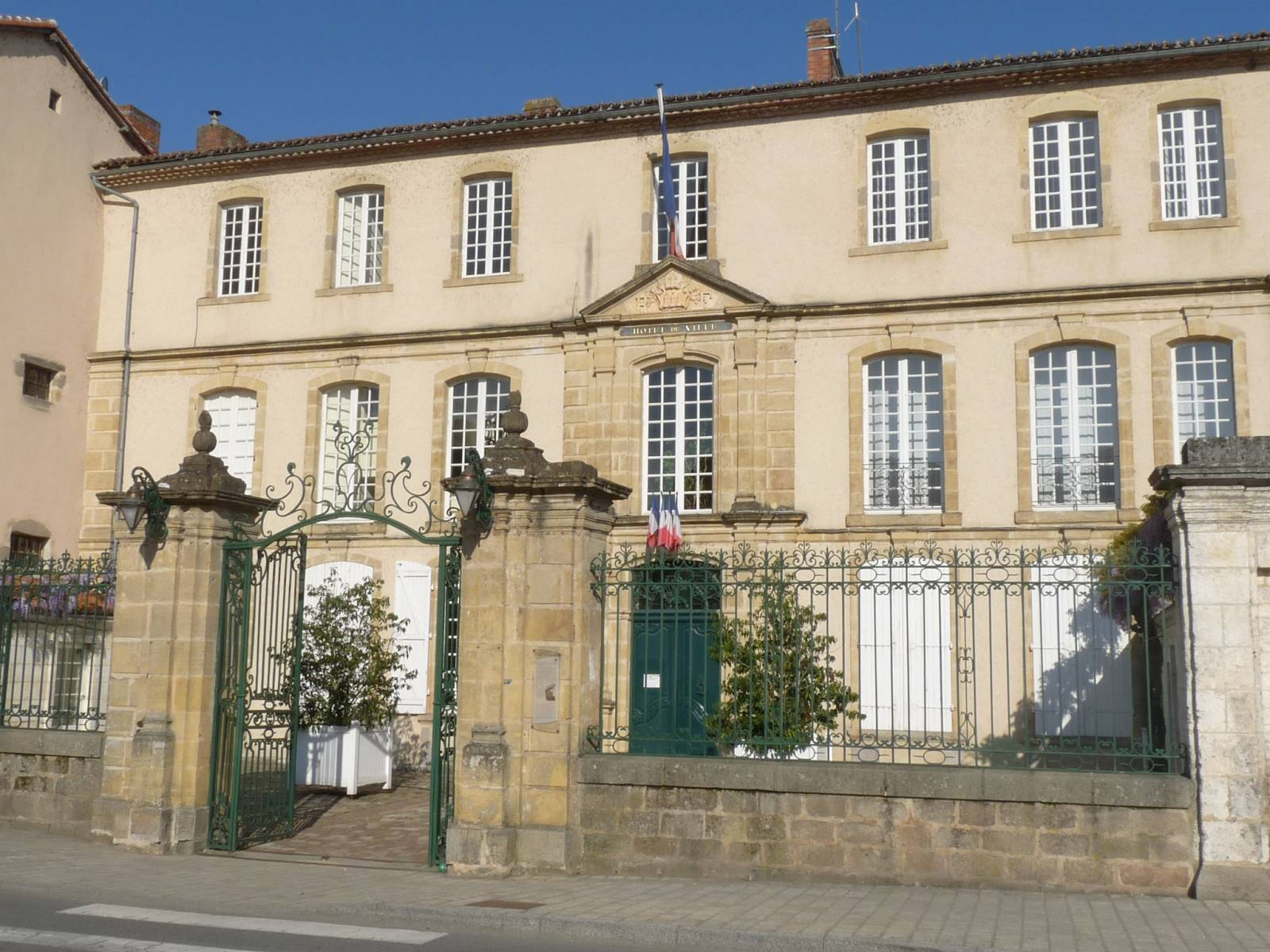
孔福朗市政厅

孔福朗的现任市长为让-努埃尔·迪普雷先生（Jean-Noël Dupré），他是民主人士和独立人士联盟的一名成员，在2020年的市政选举中获得了100%的支持率（无其他候选人）。
在2017年的法国总统大选中，法国第25任总统埃马纽埃尔·马克龙在孔福朗获得了68.04%的支持率。
| 孔福朗历届市长 |                                         |                           |
| 任期           | 市长                                    | 党派                      |
| 1944年－1949年 | Jules Halgand 朱尔·阿尔冈               | RI独立激进党              |
| 1949年－1965年 | Maurice Croislebois 莫里斯·克鲁瓦勒布瓦 | DVD右翼无党派人士         |
| 1965年－1977年 | Marcel Perrot 马塞尔·佩罗               | 無黨籍                    |
| 1977年－1995年 | Jean Reyrat 让·雷拉                     | PS社会党                  |
| 1995年－2008年 | Hervé Devillemandy 埃尔韦·德维尔芒迪    | UMP人民运动联盟           |
| 2008年－2014年 | Jean-Louis Dutriat 让-路易·迪特里亚     | UMP人民运动联盟           |
| 2014年－       | Jean-Noël Dupré 让-努埃尔·迪普雷        | UDI民主人士和独立人士联盟 |

## 人口
2018年，孔福朗市镇人口数量为2,673，在法国排名第4,112位。其中男性1,215人，女性1,458人，75岁及以上人口占17.8%，外籍人口数量为549人，人口密度为141人/平方公里，当地居民被称为（男性）或（女性）。2019年，孔福朗境内出生14人，死亡人口108人。
| 孔福朗1936－2018年人口变化情况 | 孔福朗1936－2018年人口变化情况 | 孔福朗1936－2018年人口变化情况 | 孔福朗1936－2018年人口变化情况 | 孔福朗1936－2018年人口变化情况 | 孔福朗1936－2018年人口变化情况 | 孔福朗1936－2018年人口变化情况 | 孔福朗1936－2018年人口变化情况 | 孔福朗1936－2018年人口变化情况 | 孔福朗1936－2018年人口变化情况 | 孔福朗1936－2018年人口变化情况 | 孔福朗1936－2018年人口变化情况 | 孔福朗1936－2018年人口变化情况 | 孔福朗1936－2018年人口变化情况 |
| 来源：INSEE、Cassini           | 来源：INSEE、Cassini           | 来源：INSEE、Cassini           | 来源：INSEE、Cassini           | 来源：INSEE、Cassini           | 来源：INSEE、Cassini           | 来源：INSEE、Cassini           | 来源：INSEE、Cassini           | 来源：INSEE、Cassini           | 来源：INSEE、Cassini           | 来源：INSEE、Cassini           | 来源：INSEE、Cassini           | 来源：INSEE、Cassini           | 来源：INSEE、Cassini           |
| 原市镇                         | 1936                           | 1946                           | 1954                           | 1962                           | 1968                           | 1975                           | 1982                           | 1990                           | 1999                           | 2007                           | 2012                           | 2013                           | 2018                           |
| ------------------------------ | ------------------------------ | ------------------------------ | ------------------------------ | ------------------------------ | ------------------------------ | ------------------------------ | ------------------------------ | ------------------------------ | ------------------------------ | ------------------------------ | ------------------------------ | ------------------------------ | ------------------------------ |
| 孔福朗                         | 2,650                          | 2,827                          | 2,906                          | 2,736                          | 2,731                          | 2,865                          | 3,009                          | 2,904                          | 2,855                          | 2,798                          | 2,640                          | 2,637                          | 2,673                          |
| 圣日耳曼德孔福朗               | 256                            | 280                            | 271                            | 258                            | 240                            | 165                            | 128                            | 109                            | 98                             | 100                            | 93                             | 84                             | 2,673                          |
| 合计                           | 2,906                          | 3,107                          | 3,177                          | 2,994                          | 2,971                          | 3,030                          | 3,137                          | 3,013                          | 2,953                          | 2,898                          | 2,733                          | 2,721                          | 2,673                          |

## 经济
孔福朗是一个区域性的中心城市。截止2021年11月，当地共有各类用人单位（包含自雇）496家，平均历史为19年，其中98.94%为中小型企业（PME）。（零售）、（肉制品加工）及（轻金属加工）是当地2020年营业额最高的三个企业，分别为23,155,330欧元、16,114,994欧元和7,913,671欧元。

## 财政与居民收入
2019年，孔福朗的财政收入总额为4,295,940欧元，财政支出总额为3,718,070欧元，当年的债务总额为5,862,060欧元。2021年，孔福朗共获得828,302欧元的国家财政补助，比上一年减少了1.1%。
2019年，孔福朗的人均月收入总额为2,016欧元，其中高级职员为3,592欧元，低于法国平均水平（4,230欧元）；中级职员为2,332欧元，低于法国平均水平（2,411欧元）；普通职员为1,576欧元，亦低于法国平均水平（1,740欧元）。
2018年，孔福朗境内的青壮年（15至64岁）失业率为17.1%，当地44.2%的家庭拥有纳税资格，平均纳税2,175欧元，低于法国平均水平（3,888欧元）。

## 社会事务

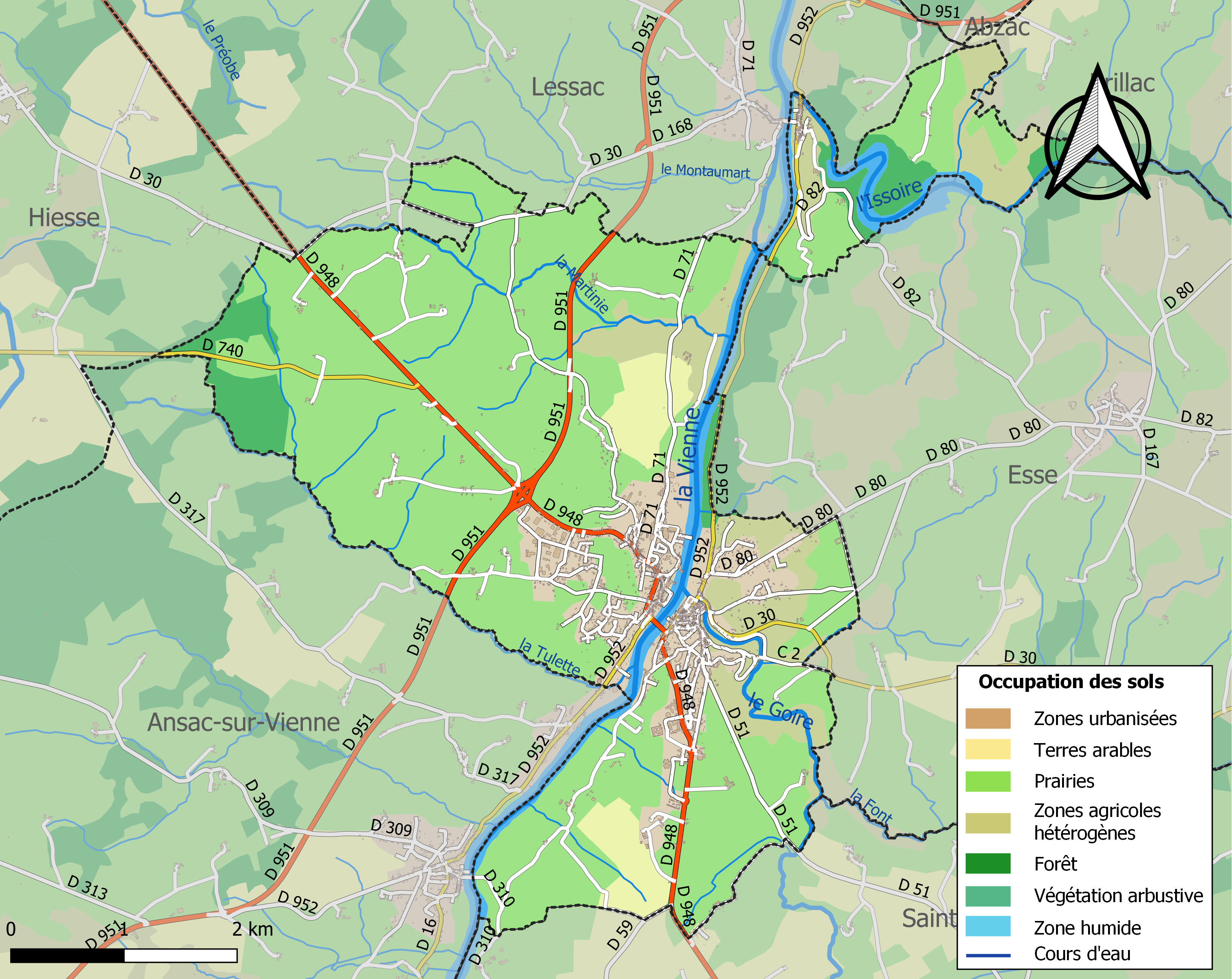
孔福朗土地利用情况地图

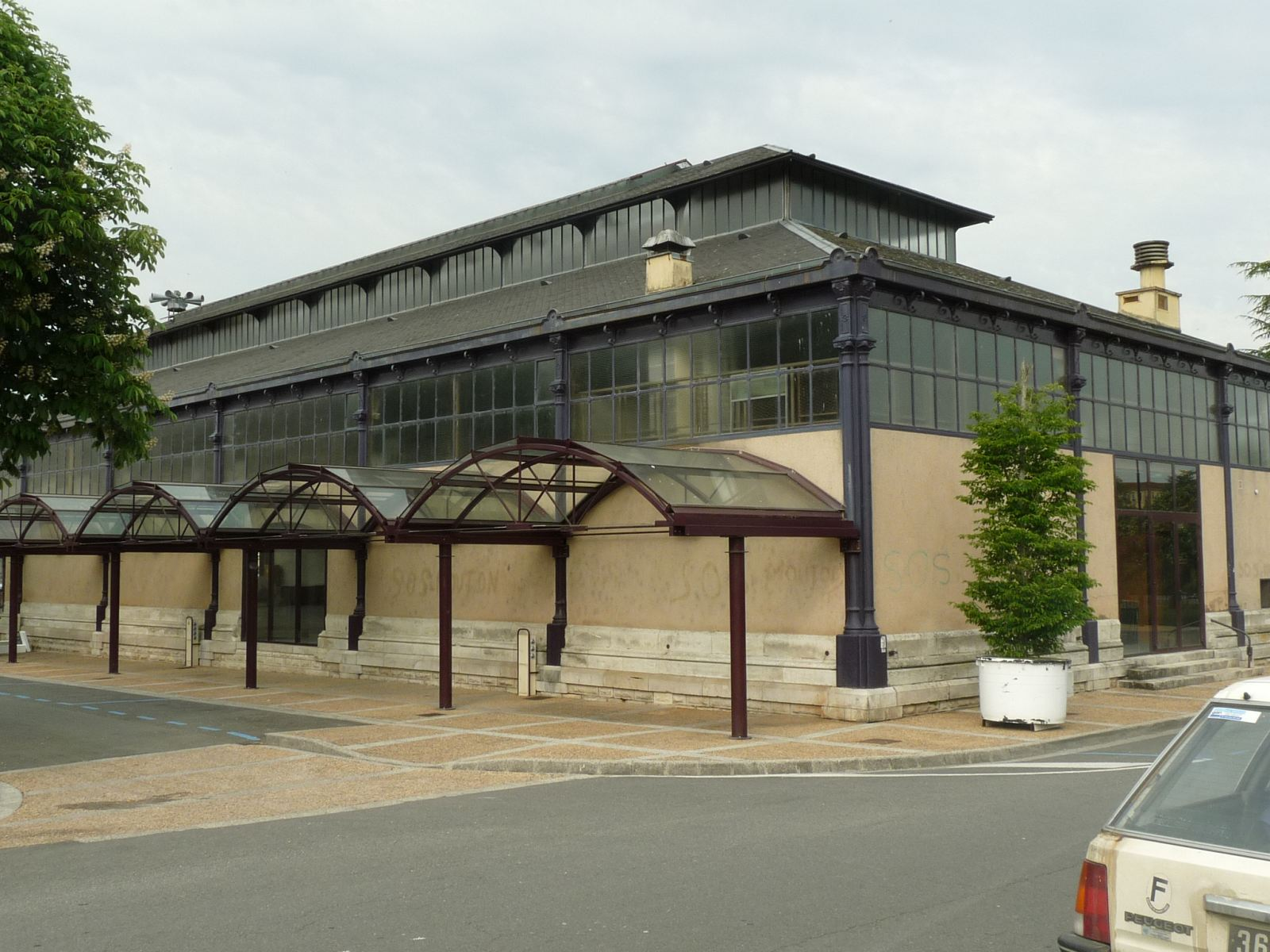
孔福朗集市大堂

### 教育
孔福朗属于普瓦捷学区。截止2020年1月1日，孔福朗境内共有2所幼儿园、1所小学、1所初级中学和1所普通高中。2018至2019学年度，孔福朗境内共有在校中等教育阶段学生1,010名。

### 医疗
截止2020年1月1日，孔福朗境内共有全科医生2名、保健师1名、牙医2名、护士11名、眼科医生10名和助产士1名。境内共有药房2家、养老院2家、残疾人帮扶中心2家。
孔福朗中心医院（Centre Hospitalier de Confolens）是法国的一个区域性医疗机构，其主病区位于孔福朗市区，设有床位50个，另设有老年人康复中心，是当地规模最大的公立综合性医院。

### 住房
2018年，孔福朗境内共有各类住房1,792套，其中80.1%为独立式居民区，18.5%为集中式居民区。常住房屋占孔福朗市镇范围内居民建筑总量的69.2%。
在住房保障政策方面，2020年，孔福朗境内共有306户家庭获得了住房经济补助，受益人数占总人口数量的11.4%，其中295份为房租补助。

### 商业
2019年，孔福朗境内共有各类实体商铺113家，其中餐厅15家、大型超市5家、杂货店3家、面包房2家、肉铺3家、银行门店8家、美容美发店6家、汽车维修店5家。市区西部和南部分别各建有一家Intermarché商场和利多超市。

### 体育
2020年，孔福朗境内共有1家游泳池、2间体育馆、3座综合体育场、3处网球场、1处马术场以及2处足球或橄榄球场。
截至2021年11月，孔福朗境内共有两支注册足球俱乐部，其中莱萨克-阿布扎克-孔福朗青年联合会（Groupements Jeunes Lessac Abzac Confolens）是当地的代表性足球队，其U18青年队在2021至2022赛季参加新阿基坦大区足球联赛。

### 环境
孔福朗的环境事务由其所属的公共社区负责。2019年，孔福朗境内暂无污染企业。

### 治安
2019年，孔福朗市镇范围内有1处宪兵队。
2020年，孔福朗宪兵总队辖区内共146个市镇累计发生各类案件2,281起，其中盗窃类案件1,044起，经济类案件447起，毒品交易类案件58起。

## 文化
2020年，孔福朗境内有1家电影院。孔福朗市政府提供多媒体中心，向公众全年开放。

### 建筑
孔福朗境内有多处法国国家文物保护单位，其中圣巴泰勒米教堂、伯爵庄园等为当地的代表性建筑物。

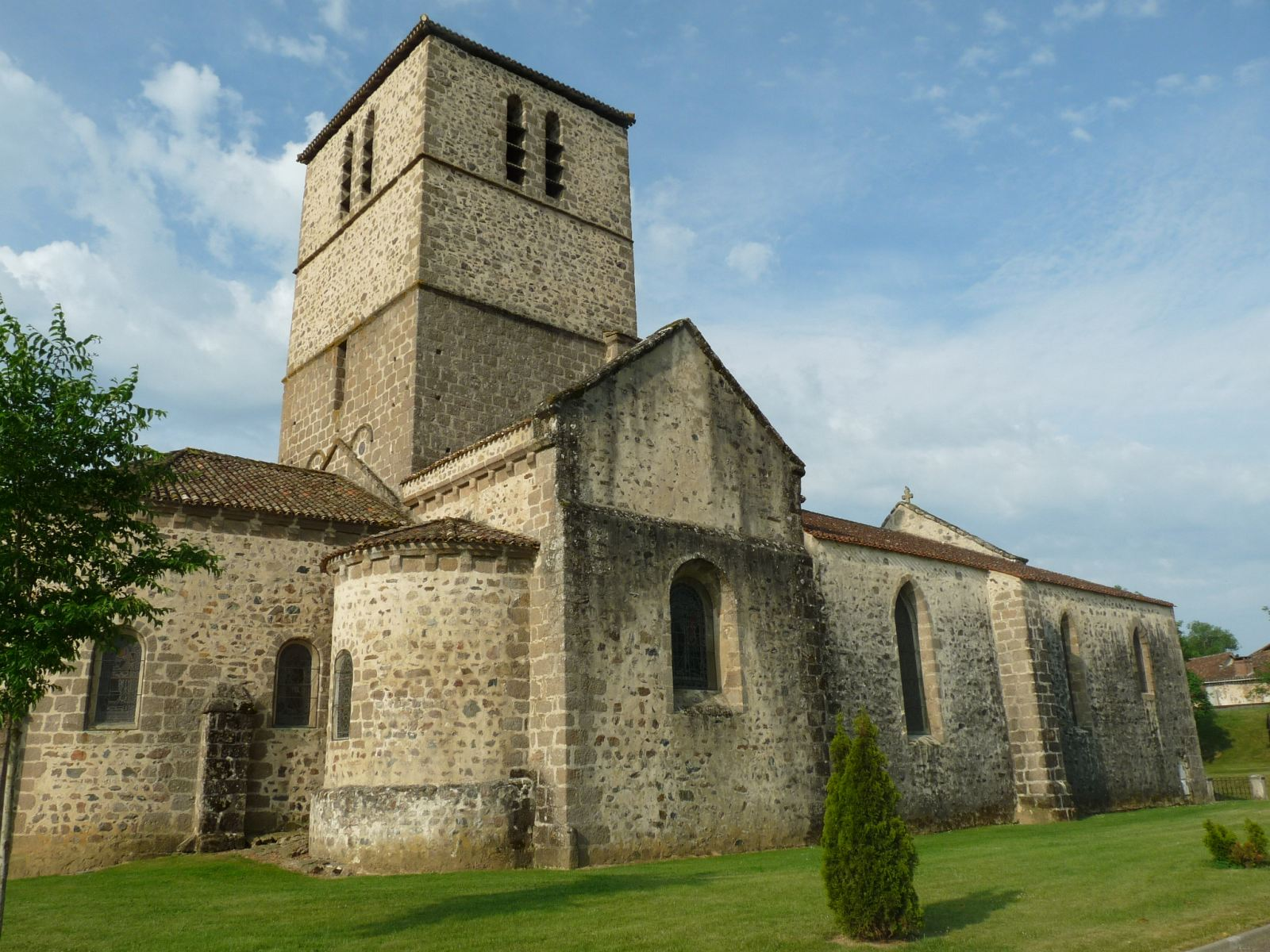
圣巴泰勒米教堂（法语：Église Saint-Barthélémy de Confolens）
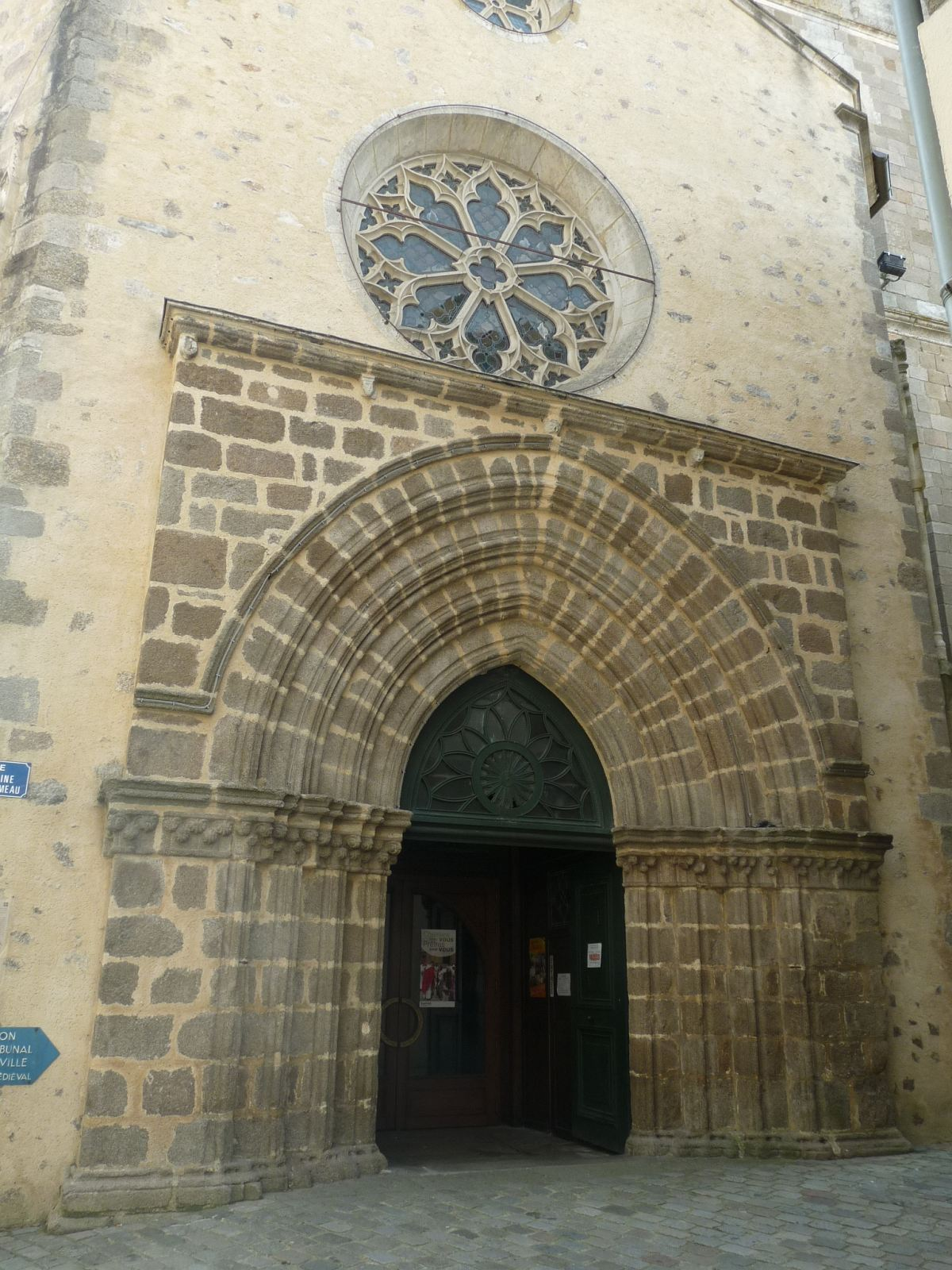
圣马克西姆教堂正门
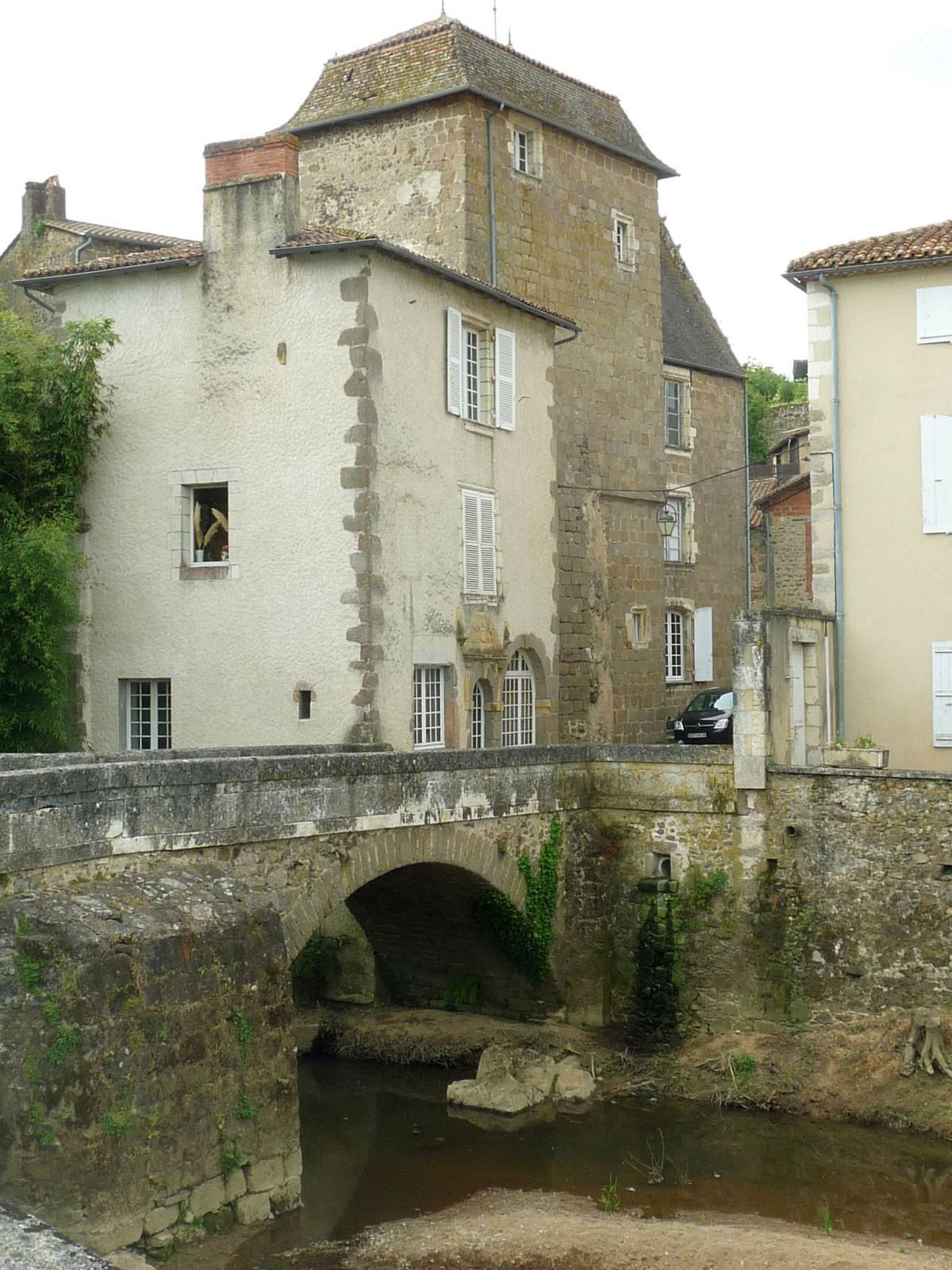
伯爵庄园（法语：Manoir des Comtes）主楼
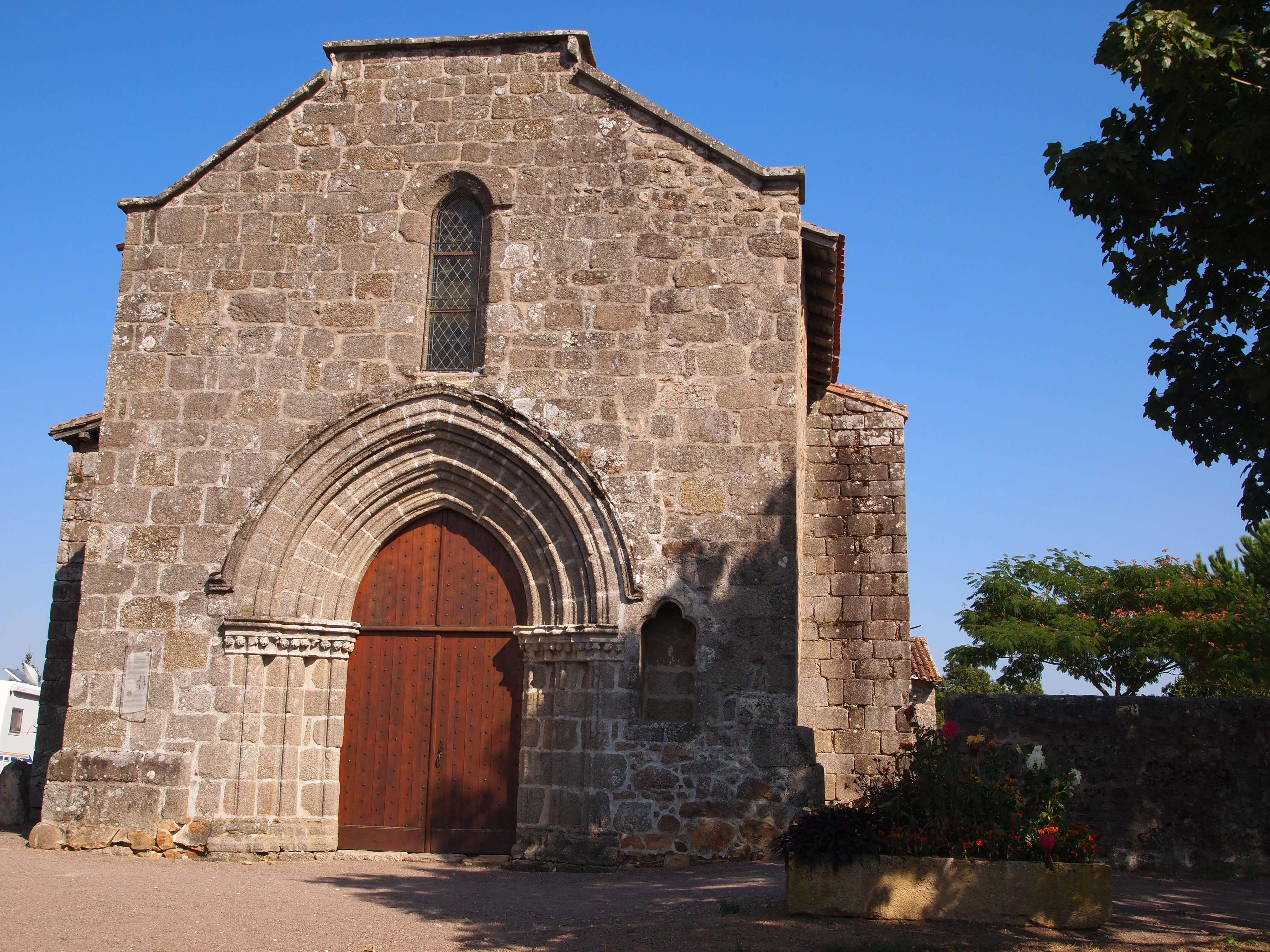
孔福朗小教堂
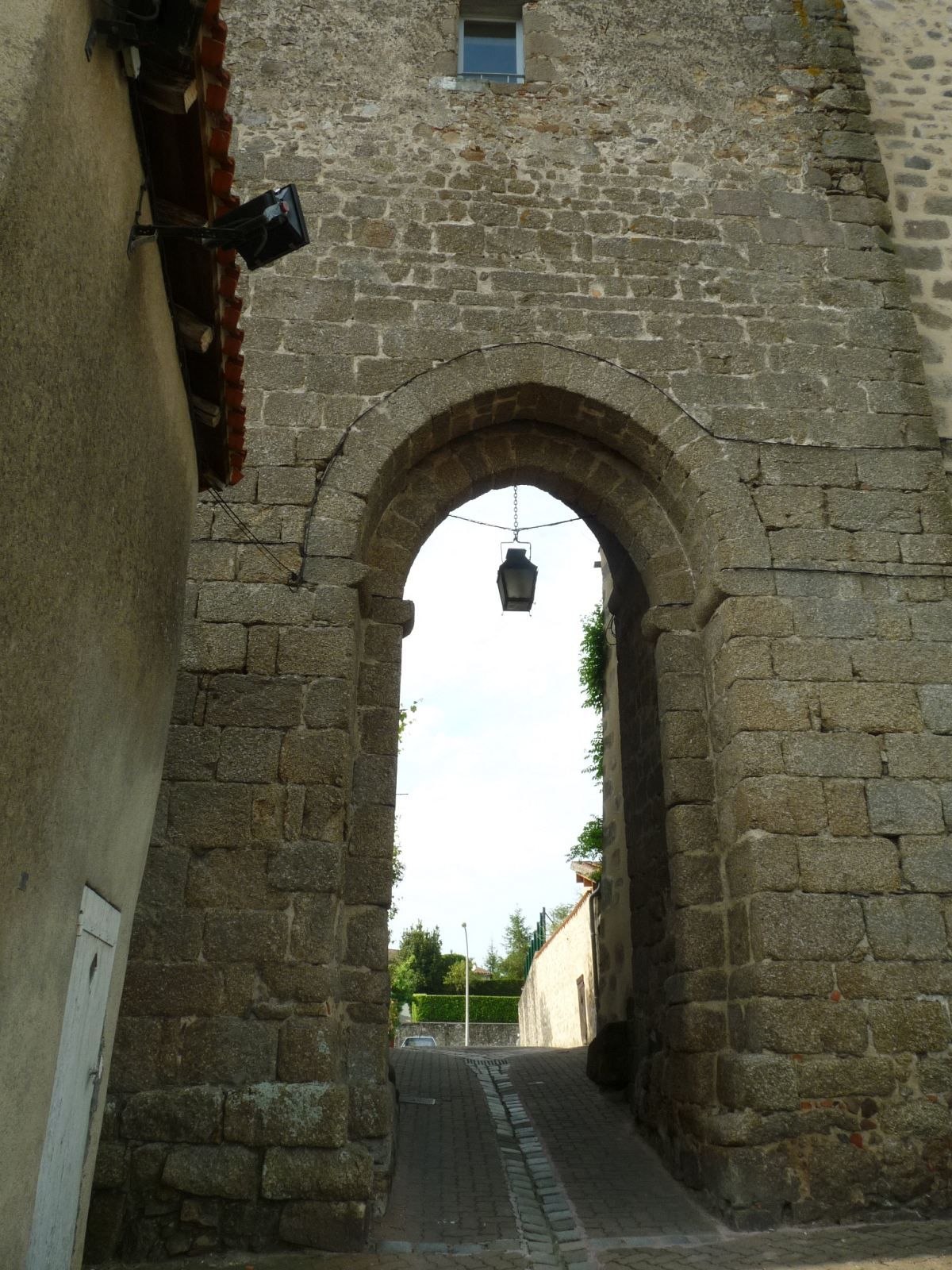
城门
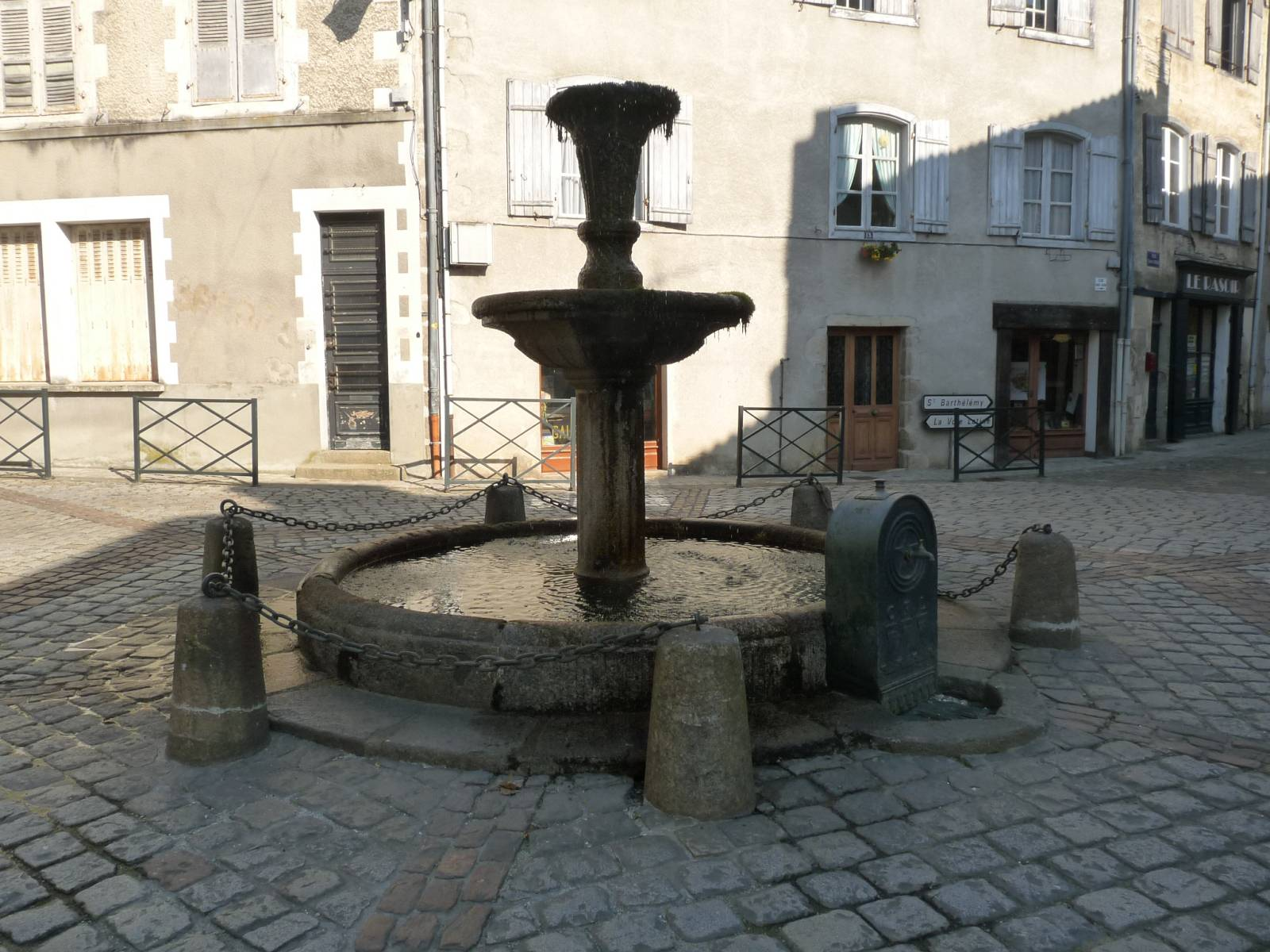
街心喷泉
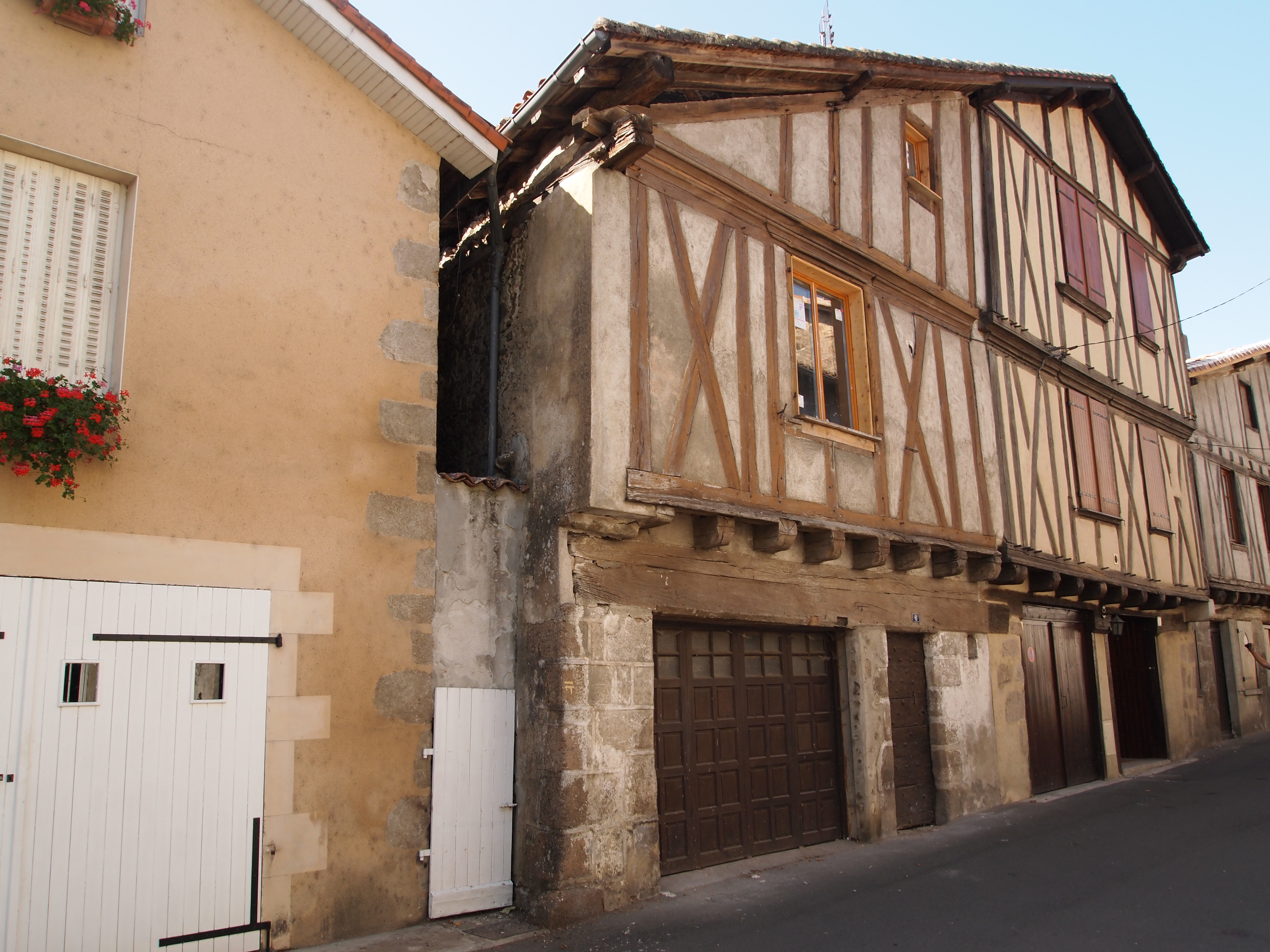
传统民居

### 旅游

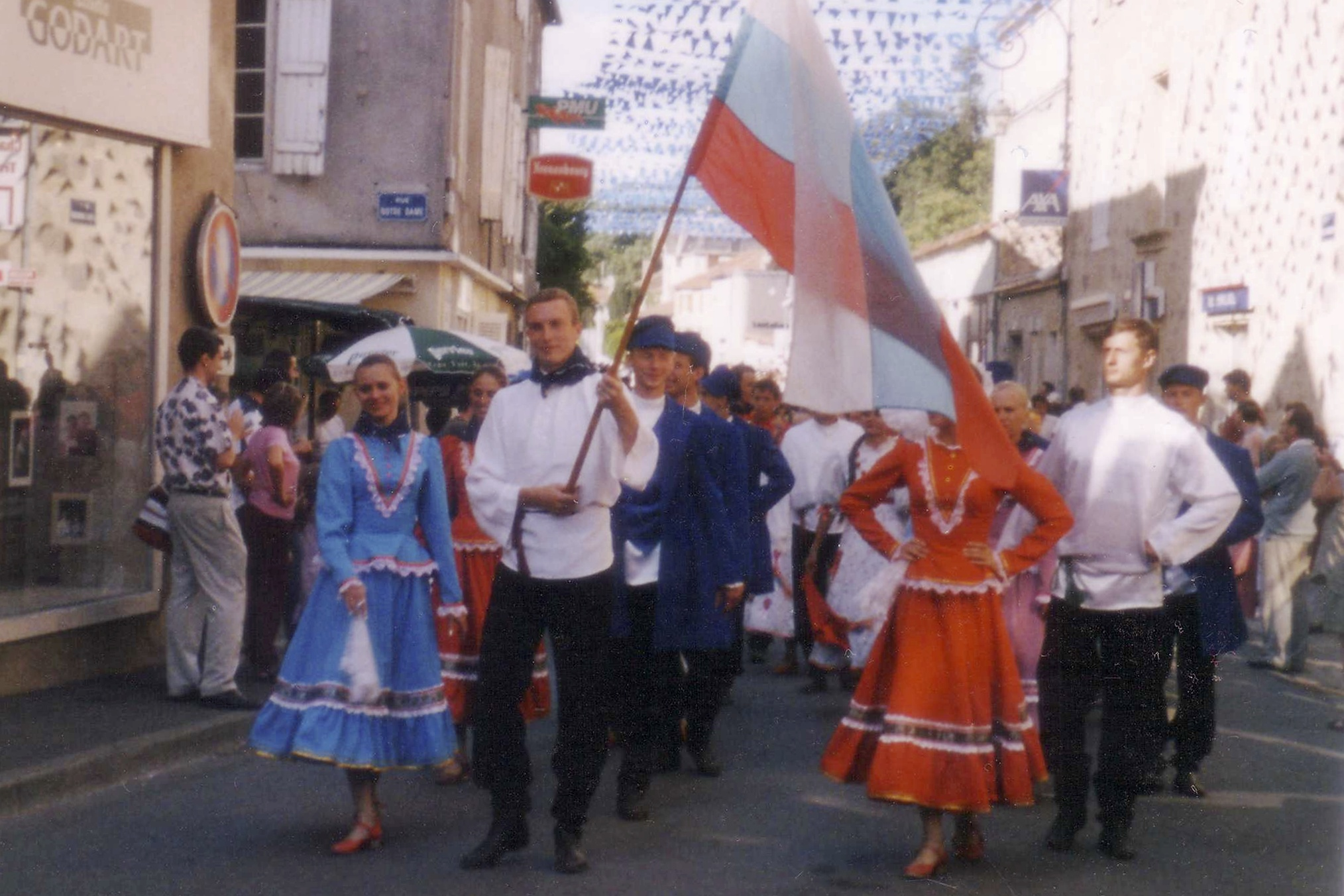
孔福朗狂欢节期间的一支代表队伍

孔福朗的旅游事务由其所属的公共社区负责。2021年，孔福朗境内共有2家酒店共计41间房间；另有2个露营地，可容纳共130辆露营车。

### 媒体
法国主要的媒体均可在孔福朗接收，法国电视三台下属的新阿基坦大区频道在部分时段播出孔福朗所属区域的地方新闻。当地的主要地方性媒体包括《夏朗德自由报》、蓝色法兰西普瓦图广播等。

### 狂欢节
孔福朗狂欢节，全名为“孔福朗国际传统民间艺术节”（Festival d'arts et traditions populaires du monde de Confolens），是当地的一个区域性节日，自1958年起每年举办。

## 相关人物
法国生物学家埃米尔·鲁出生于孔福朗，当地有以其命名的街道、公园及学校等公共设施。

## 友好城市
截至2021年11月，孔福朗共与两座城市互为友好城市关系：
- 德国 格奥尔根塔尔
- 苏格兰 Pitlochry